# Тразимунд I (герцог Сполето)
Тразимунд I (Транзамунд I; лат. Thrasimund I, Thransamund I; умер в 703) — граф Капуи (в 663 году) и герцог Сполето (663—703).

## Биография
О герцоге Сполето Тразимунде I известно очень немного. Главная причина этого — недостаточное освещение раннесредневековой истории Сполето в источниках.
Тразимунд, будучи графом Капуи, оказал помощь герцогу Беневенто Гримоальду при захвате власти в королевстве лангобардов, отправившись в Сполето и Тусцию для сбора сторонников. Став королём лангобардов, Гримоальд отдал ему в жёны свою дочь, затем после смерти Атто назначил его герцогом Сполето. Тразимунд правил Сполето в течение около сорока лет совместно со своим братом Вахилапом. Преемником Тразимунда стал его сын Фароальд II.